# 劉似鰲
劉似鰲（？—？），字占宇，號橫海，直隸高陽縣（今河北省高陽縣）人，明朝政治人物。

## 生平
萬曆四十一年（1613年）癸丑科進士。任山西聞喜縣、榆次縣知縣。擢刑部郎中。天啟間得罪閹黨，出為太平府知府。